# Pseudobutyrivibrio xylanivorans
Pseudobutyrivibrio xylanivorans è una specie di batterio appartenente alla famiglia delle Lachnospiraceae.